# Louis Joseph de Bourbon, vévoda z Vendôme
Louis Joseph de Bourbon, vévoda z Vendôme (1. července 1654, Paříž – 11. června 1712, Vinaròs) byl francouzský maršál a francouzský vojevůdce.

## Život
Byl synem 2. vévody z Vendôme a pravnukem Jindřicha IV. Byl též bratrancem svého největšího protivníka, Evžena Savojského. Do armády vstoupil v 18 letech. Samostatného velení na celém válčišti se poprvé dočkal v roce 1695, kdy vedl francouzská vojska v Katalánsku a dobyl Barcelonu. Vrchol jeho kariéry nastal za válek o dědictví španělské.
V roce 1702 byl jmenován velitelem francouzských jednotek v Itálii. Nahradil tak svého zajatého předchůdce a bývalého velitele vévodu z Villeroy, jehož výkony francouzskou armádu zcela zesměšnily. Ani Vendôme však nedokázal splnit zadaný úkol a zničit síly Evžena Savojského, který jej zaskočil a porazil v bitvě u Luzzary. Porážka však nebyla nijak výrazně drtivá a Vendôme nakonec zvládl i komplikovanou situaci poté, co Savojsko přešlo na stranu protifrancouzské koalice. Postupně zatlačil savojsko-habsburské jednotky do hluboké defenzívy, vytlačil je z většiny severní Itálie a oblehl Turín. Hodně mu přitom pomohlo, že Evžen Savojský byl z Itálie odvolán a vedl habsburská vojska na území Říše.
V roce 1705 se Evžen Savojský do Itálie vrátil a Vendôme dosáhl svého vrcholného úspěchu, když jej porazil v bitvě u Cassana, čímž zahladil předchozí debakly svých španělských spojenců a svého bratra, velkopřevora (jde o jedinou jednoznačnou porážku ve významné bitvě, kterou kdy Evžen Savojský utrpěl). O rok později Evžen využil značného navýšení svých finančních prostředků a posílení své armády a vyrazil na pomoc obleženému Turínu. Vendôme se mu pokoušel přehradit cestu a zastavit jej, byl však obelstěn a obejit. Nakonec se vrátil k Turínu rozhodnut si tam na Evžena počkat, než ale mohlo dojít k bitvě, byl odvolán, aby zreorganizoval francouzské síly v Nizozemí poté, co utrpěly zdrcující porážku v bitvě u Ramillies. Nebyl však jmenován velitelem, stal se mentorem Malého dauphina. Vztahy mezi oběma muži nebyly příliš dobré, nezkušený mladý vévoda se často spoléhal na vlastní vojenské poradce a na královo nabádání, aby pozorně naslouchal radám od Vendôma a řídil se jimi, příliš nedbal.
V roce 1708 zahájila francouzská vojska v Nizozemí mohutnou a nečekanou ofenzívu. Ta zaskočila protifrancouzskou koalici, ale Marlborough s Evženem (který se mezitím stihl velice přesvědčivě vypořádat s Vendômovými náhradníky v Itálii) zareagovali překvapivě rychle a 11. července se pochodové formace obou obrovských armád srazily u Oudenaarde. V nastalém boji, který byl charakteristický zejména naprostým zmatkem, kulminovaly spory mezi francouzskými veliteli natolik, že se Vendôme a Vévoda burgundský chvílemi v podstatě ignorovali a každý řídil své jednotky po svém, což nakonec vyústilo ve zdrcující porážku a pouze noc zachránila francouzská vojska před obklíčením a naprostým zničením.
Spory pokračovaly i po bitvě a vyústily ve Vendômovo odvolání. Po krátké pauze byl poslán do Španělska jako velitel vojsk Filipa V., kde dosáhl svého posledního velkého úspěchu, když porazil vojska protifrancouzské koalice v bitvě u Villaviciosy. 1. červenec 1712 ve Vinaròs náhle zemřel.